# Communauté d’agglomération Gap-Tallard-Durance
Die Communauté d’agglomération Gap-Tallard-Durance ist ein französischer Gemeindeverband mit der Rechtsform einer Communauté d’agglomération in den Départements Hautes-Alpes und Alpes-de-Haute-Provence in der Region Provence-Alpes-Côte d’Azur. Sie wurde am 26. Oktober 2016 gegründet und umfasst 17 Gemeinden. Der Verwaltungssitz befindet sich in der Stadt Gap. Eine Besonderheit liegt in der Département-übergreifenden Struktur der Mitgliedsgemeinden.

## Historische Entwicklung
Der Gemeindeverband entstand mit Wirkung vom 1. Januar 2017 durch die Fusion der Vorgängerorganisationen
- Communauté d’agglomération du Gapençais und
- Communauté de communes de Tallard-Barcillonnette[3]

unter Zugang der Gemeinden Claret und Curbans von der Communauté de communes de La Motte du Caire-Turriers im benachbarten Département Alpes-de-Haute-Provence.

## Mitgliedsgemeinden
| Gemeinde                                       | Einwohner 1. Januar 2022 | Fläche km² | Dichte Einw./km² | Code INSEE | Postleitzahl | Département             |
| ---------------------------------------------- | ------------------------ | ---------- | ---------------- | ---------- | ------------ | ----------------------- |
| Barcillonnette                                 | 140                      | 19,51      | 7                | 05013      | 05110        | Hautes-Alpes            |
| Châteauvieux                                   | 536                      | 7,07       | 76               | 05037      | 05000        | Hautes-Alpes            |
| Claret                                         | 296                      | 21,04      | 14               | 04058      | 05110        | Alpes-de-Haute-Provence |
| Curbans                                        | 577                      | 28,88      | 20               | 04066      | 05110        | Alpes-de-Haute-Provence |
| Esparron                                       | 56                       | 24,11      | 2                | 05049      | 05110        | Hautes-Alpes            |
| Fouillouse                                     | 274                      | 7,24       | 38               | 05057      | 05130        | Hautes-Alpes            |
| Gap                                            | 40.656                   | 110,43     | 368              | 05061      | 05000        | Hautes-Alpes            |
| Jarjayes                                       | 465                      | 22,67      | 21               | 05068      | 05130        | Hautes-Alpes            |
| La Freissinouse                                | 948                      | 8,32       | 114              | 05059      | 05000        | Hautes-Alpes            |
| La Saulce                                      | 1.375                    | 7,89       | 174              | 05162      | 05110        | Hautes-Alpes            |
| Lardier-et-Valença                             | 371                      | 14,86      | 25               | 05071      | 05110        | Hautes-Alpes            |
| Lettret                                        | 199                      | 4,20       | 47               | 05074      | 05130        | Hautes-Alpes            |
| Neffes                                         | 783                      | 8,36       | 94               | 05092      | 05000        | Hautes-Alpes            |
| Pelleautier                                    | 839                      | 12,81      | 65               | 05100      | 05000        | Hautes-Alpes            |
| Sigoyer                                        | 739                      | 24,38      | 30               | 05168      | 05130        | Hautes-Alpes            |
| Tallard                                        | 2.272                    | 15,02      | 151              | 05170      | 05130        | Hautes-Alpes            |
| Vitrolles                                      | 217                      | 14,62      | 15               | 05184      | 05110        | Hautes-Alpes            |
| Communauté d’agglomération Gap-Tallard-Durance | 50.743                   | 351,41     | 144              | –          | –            | –                       |